# Neptis melicertula
Neptis melicertula är en fjärilsart som beskrevs av Embrik Strand 1912. Neptis melicertula ingår i släktet Neptis och familjen praktfjärilar. Inga underarter finns listade i Catalogue of Life.